# San Diego de Alcalá (Chihuahua)
San Diego de Alcalá es una localidad del estado mexicano de Chihuahua y perteneciente al municipio de Aldama, conocida por sus afloramientos de aguas termales.

## Historia
El principal monumento histórico de la localidad es el Templo de San Diego de Alcalá, de origen colonial y dedicado a su epónimo y  santo patrón. Esta fue conocida originalmente solo por el término San Diego, hasta que hacia 1930 adquirió el nombre actual.
San Diego de Alcalá tuvo notoriedad, en los medios de comunicación en México, debido al caso ocurrido el 21 de julio de 1983. Una patrulla de la policía municipal de Chihuahua abandonó, en la carretera que une a San Diego con la Carretera Federal 45, a nueve enfermos mentales recogidos de las calles de la ciudad de Chihuahua y con la intención de que murieran de sed e insolación en el desierto; sin embargo, siete lograron sobrevivir y fueron localizados por conductores en la misma carretera federal 45 el día 24 de julio siguiente, para posteriormente ser ubicados los cuerpos de los dos enfermos que perdieron la vida. Consecuentemente, estalló un escándalo en la opinión pública. El entonces presidente municipal de Chihuahua, Ramiro Cota Martínez, negó cualquier conocimiento del hecho, lo mismo que el director de Seguridad Pública municipal.  Se señaló a un oficial de barandilla y al alcaide de la cárcel municipal como autores del hecho, aunque a su vez estos declararon solo haber seguido órdenes superiores; finalmente, las averiguaciones no determinaron a ningún culpable.

## Localización y demografía
San Diego de Alcalá es una pequeña comunidad ubicada en la zona desértica del centro del estado de Chihuahua, en las coordenadas geográficas 28°35′41″N 105°34′17″O / 28.59472, -105.57139, a una altitud de 1 119 metros sobre el nivel del mar, y a las márgenes del río Chuvíscar pocos kilómetros antes de su desembocadura en el río Conchos. Se encuentra a una distancia aproximada de 70 kilómetros al sureste de la ciudad de Chihuahua a través de la Carretera Federal 45 y una carretera estatal que es su principal vía de comunicación, así como a unos 50 kilómetros al sur de Aldama, la cabecera municipal, con la que la comunica una carretera secundaria.
Su principal y casi única actividad económica es el turismo que visita la población por sus aguas termales a las que se les atribuyen propiedades terapéuticas y curativas, y las que se puede acceder mediante balnearios e instalaciones turísticas. De acuerdo al Censo de Población y Vivienda de 2010 realizado por el Instituto Nacional de Estadística y Geografía, San Diego de Alcalá tiene una población total de 130 habitantes, de los que 68 hombres y 62 mujeres. Tiene el carácter de sección municipal del municipio de Aldama.